# Wunderpus
Wunderpus is een geslacht van inktvissen uit de familie van Octopodidae.

## Soorten
- Wunderpus photogenicus Hochberg, Norman & Finn, 2006